# Davy Klaassen
Davy Klaassen (Hilversum, 21 febbraio 1993) è un calciatore olandese, centrocampista dell'Ajax.

## Biografia
Nato a Hilversum, nell'Olanda Settentrionale, da Gert-jan Klaassen e Kitty Klaassen, ha due fratelli gemelli nati nel 1995 Naomi e Aron. Naomi è un’infermiera, mentre Aron è responsabile dello scouting e delle relazioni con i giovani calciatori e professionisti all’interno dell’Essel Sports Management.
Nel 2024 si sposa con Laura Benschop.
Il 9 marzo 2025 diventa padre di Cruz Klaassen Benschop. 

## Caratteristiche tecniche
Impiegato prevalentemente come trequartista, può giocare anche come regista davanti alla difesa grazie alla buona visione di gioco di cui dispone. Di piede destro, è alto ma leggero fisicamente, sa calciare bene di prima intenzione oltre a saper usare a proprio vantaggio il tiro di testa, capacità che gli consentono di esaltare il suo gioco che è prevalentemente posizionale.

## Carriera

### Club

#### Gli inizi, Ajax
Dopo aver giocato nei settori giovanili dell'HVV de Zebra's e dell'HSV Wasmeer, nel 2004 è passato all'Ajax. Nel 2009 firma il suo primo contatto da professionista fino al 30 giugno 2012. Nello stesso anno vince la Scarpa d'oro come miglior giocatore del Torneo AEGON Future Cup (nel quale segna anche due gol al Milan) vinto dalla selezione B-1 dell'Ajax e anche il campionato nazionale B-1 sempre con la selezione allenata da Robin Pronk. Con il passaggio di Christian Eriksen in prima squadra, l'allenatore della selezione A-1 Frank de Boer lo chiama in sostituzione del danese. Nel 2010-2011 segna 13 gol in 17 partite con l'A-1 di Fred Grim e un gol in una partita disputata con lo Jong Ajax. Inizia la stagione 2011-2012 segnando 10 gol nelle prime 10 partite disputate sempre con l'A-1 prima di passare definitivamente allo Jong Ajax.
Al torneo NextGen Series, riservato alle migliori formazioni Under-19 europee, in quattro partite segna un gol al Fenerbahçe e due al Rosenborg. A novembre però viene chiamato da Frank de Boer in prima squadra per sostituire gli infortunati. Debutta in Champions League il 22 novembre in Olympique Lione-Ajax 0-0 sostituendo Lorenzo Ebecilio all'84º. Il 27 novembre debutta anche in campionato sostituendo Nicolás Lodeiro all'81º. Un minuto dopo, su suggerimento di Christian Eriksen, segna di destro il suo primo gol in carriera da professionista in campionato. Gioca la sua prima partita da titolare l'11 dicembre nella vittoria esterna per 1-0 contro l'RKC Waalwijk. Il 2 maggio 2012 vince la sua prima Eredivisie con l'Ajax concludendo la stagione con 7 presenze e un gol totale.
Debutta nella nuova stagione il 5 luglio nella sconfitta per 4-2 contro il PSV nella Supercoppa d'Olanda. Torna a giocare in campionato nel 2-2 contro l'AZ Alkmaar. Senza aver giocato altre partite a causa di un problema all'inguine, il 5 maggio 2013 vince la sua seconda Eredivisie consecutiva con l'Ajax. Nel 2013-2014 segna 11 gol in 36 partite tra campionato, Coppa d'Olanda, Champions League ed Europa League. L'anno seguente gioca 44 partite segnando 8 gol nelle stesse competizioni.
Nella stagione 2015-2016 diventa ufficialmente il capitano dei Lancieri ed esordisce con una doppietta in Rapid Vienna-Ajax 2-2, gara valida per il terzo turno dei preliminari di Champions League. A fine stagione totalizza 41 presenze e 15 reti tra tutte le competizioni. L'annata seguente si rivela la più prolifica, con 20 reti realizzate in 50 presenze complessive.

#### Everton
Nella stagione 2017-2018 viene acquistato dall'Everton in prestito oneroso con un riscatto fissato ad una cifra pari a 27 milioni di euro. Fa l'esordio nella vittoria per 1-0 contro il Ružomberok nel terzo turno dei preliminari di Europa League. Il debutto in Premier League avviene invece il 12 agosto 2017, nella vittoria per 1-0 contro lo Stoke City. A fine stagione, però, colleziona solo 16 presenze totali, senza realizzare alcuna rete e offrendo un rendimento al di sotto delle aspettative.

#### Werder Brema

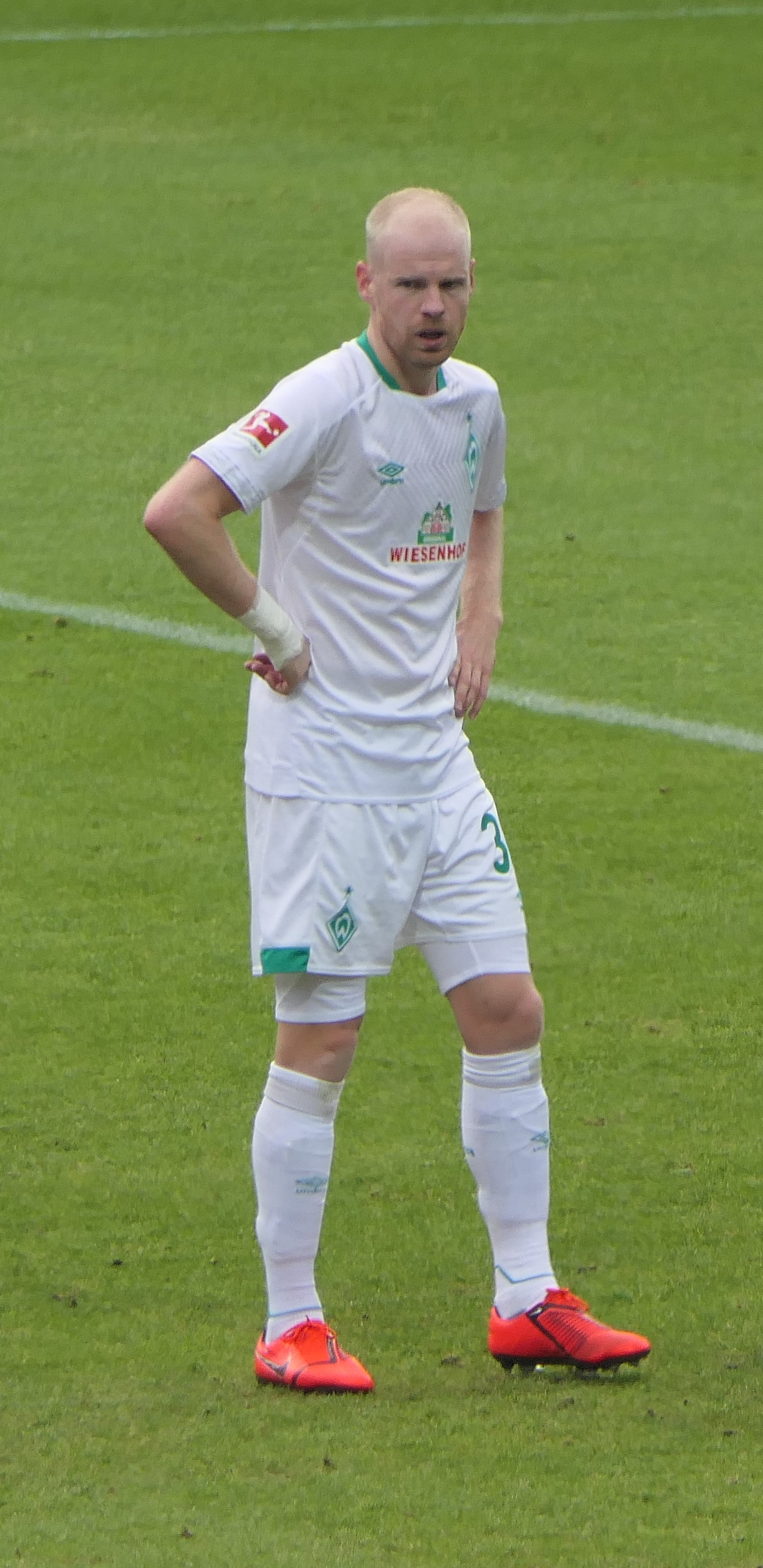
Klaassen con il nel 2019

Il 27 luglio 2018 viene ceduto al Werder Brema per 14 milioni di euro. Nella prima stagione colleziona 38 presenze e 7 reti tra campionato e Coppa di Germania, mentre nella seconda totalizza 39 partite e 9 gol nelle stesse competizioni. Inizia la terza stagione con 4 presenze, prima di lasciare il club dopo aver totalizzato 81 presenze e 16 reti.

#### Ritorno all'Ajax
Il 5 ottobre 2020 torna all'Ajax per 11 milioni di euro più 3 milioni di bonus, firmando un contratto quadriennale. Il 18 ottobre, al debutto, segna su rigore il quarto gol in Ajax-Heerenveen 5-1 e si ripete il 31 ottobre segnando una doppietta in Ajax-Fortuna Sittard 5-2. Nei primi due mesi della sua seconda esperienza con il club di Amsterdam segna 5 gol in 6 partite di Eredivisie venendo premiato a novembre come giocatore del mese. A fine stagione, in cui torna campione d'Olanda, sono 12 i gol messi a segno in campionato per un totale di 16 reti realizzate e 5 assist forniti in 46 presenze complessive in stagione.
Nella stagione successiva vince di nuovo il campionato, totalizzando 11 reti in 44 presenze tra tutte le competizioni. Nell'annata seguente colleziona 10 gol in 46 presenze complessive. All'inizio della stagione 2023-2024 gioca 4 partite, segnando un gol. Lascia l'Ajax dopo aver collezionato 321 presenze, 93 reti e 50 assist tra tutte le competizioni in due esperienze diverse.

#### Inter e ancora Ajax
Il 1º settembre 2023, dopo essersi liberato dall'Ajax, Klaassen passa all'Inter, in Serie A, con cui firma un contratto annuale, con opzione per un'altra stagione. Il 27 settembre esordisce in Serie A con la maglia nerazzurra nella partita contro il Sassuolo, persa per 1-2. Il 3 ottobre invece fa il suo debutto in Champions League nel finale di Inter-Benfica 1-0. Il 22 gennaio 2024, pur senza scendere in campo, vince la Supercoppa Italiana, suo primo trofeo in nerazzurro. Inoltre, contribuisce alla vittoria dello scudetto da parte della squadra nerazzurra. Il suo contratto con il club è scaduto ufficialmente al termine della stessa annata.
Il 17 settembre 2024 torna di nuovo all’Ajax con cui firma un contratto annuale. Dopo essere tornato in campo il giorno dopo nel recupero con il Fortuna Sittard, il 21 settembre ritorna al gol nell’1-1 con il Go Ahead Eagles. Nelle partite successive continua a segnare reti importanti superando quota 100 con la maglia dell’Ajax.

### Nazionale
Dal 2008 al 2010 gioca per l'Under-16 e l'Under-17 dell'Olanda. Il 7 ottobre 2010 debutta con l'Under-19 nel 2-0 alla Slovenia. Il 10 novembre 2011 segna la sua prima doppietta nel 2-0 alla Moldavia. Il 10 ottobre 2013 debutta con la Under-21 nella larga vittoria esterna per 6-0 contro la Georgia.
Il 5 marzo 2014 esordisce in nazionale maggiore nell'amichevole Francia-Olanda (2-0). Poco più di un anno dopo, il 31 marzo 2015, trova il primo goal in nazionale in amichevole contro la Spagna, partita vinta 2-0 dagli Arancioni. Torna a giocare in nazionale nel secondo tempo dell'amichevole con la Spagna dell'11 novembre 2020, a distanza di tre anni dall'ultima apparizione. Nel 2021 viene poi convocato al campionato europeo.
Nel 2022 partecipa al campionato mondiale in Qatar dove segna un gol nella vittoria per 2-0 contro il Senegal.

## Statistiche

### Presenze e reti nei club
Statistiche aggiornate al 18 maggio 2025.
| Stagione            | Squadra             | Campionato          | Campionato | Campionato | Coppe nazionali | Coppe nazionali | Coppe nazionali | Coppe continentali | Coppe continentali | Coppe continentali | Altre coppe | Altre coppe | Altre coppe | Totale | Totale |
| Stagione            | Squadra             | Comp                | Pres       | Reti       | Comp            | Pres            | Reti            | Comp               | Pres               | Reti               | Comp        | Pres        | Reti        | Pres   | Reti   |
| ------------------- | ------------------- | ------------------- | ---------- | ---------- | --------------- | --------------- | --------------- | ------------------ | ------------------ | ------------------ | ----------- | ----------- | ----------- | ------ | ------ |
| 2011-2012           | Ajax                | ED                  | 4          | 1          | CO              | 0               | 0               | UCL+UEL            | 2+1                | 0                  | SO          | 0           | 0           | 7      | 1      |
| 2012-2013           | Ajax                | ED                  | 2          | 0          | CO              | 0               | 0               | UCL+UEL            | 0                  | 0                  | SO          | 1           | 0           | 3      | 0      |
| 2013-2014           | Ajax                | ED                  | 26         | 10         | CO              | 5               | 0               | UCL+UEL            | 3+2                | 0+1                | SO          | 0           | 0           | 36     | 11     |
| 2014-2015           | Ajax                | ED                  | 30         | 6          | CO              | 3               | 0               | UCL+UEL            | 6+4                | 2+0                | SO          | 1           | 0           | 44     | 8      |
| 2015-2016           | Ajax                | ED                  | 31         | 13         | CO              | 0               | 0               | UCL+UEL            | 2+8                | 2+0                | -           | -           | -           | 41     | 15     |
| 2016-2017           | Ajax                | ED                  | 33         | 14         | CO              | 0               | 0               | UCL+UEL            | 4+13               | 4+2                | -           | -           | -           | 50     | 20     |
| 2017-2018           | Everton             | PL                  | 7          | 0          | FACup+CdL       | 0+1             | 0               | UEL                | 8                  | 0                  | -           | -           | -           | 16     | 0      |
| 2018-2019           | Werder Brema        | BL                  | 33         | 5          | CG              | 5               | 2               | -                  | -                  | -                  | -           | -           | -           | 38     | 7      |
| 2019-2020           | Werder Brema        | BL                  | 33+2       | 7          | CG              | 4               | 2               | -                  | -                  | -                  | -           | -           | -           | 39     | 9      |
| ago. 2020           | Werder Brema        | BL                  | 3          | 0          | CG              | 1               | 0               | -                  | -                  | -                  | -           | -           | -           | 4      | 0      |
| Totale Werder Brema | Totale Werder Brema | Totale Werder Brema | 69+2       | 12         |                 | 10              | 4               |                    | -                  | -                  |             | -           | -           | 81     | 16     |
| ago. 2020-2021      | Ajax                | ED                  | 29         | 12         | CO              | 5               | 1               | UCL+UEL            | 6+6                | 0+3                | -           | -           | -           | 46     | 16     |
| 2021-2022           | Ajax                | ED                  | 31         | 9          | CO              | 5               | 1               | UCL                | 7                  | 1                  | SO          | 1           | 0           | 44     | 11     |
| 2022-2023           | Ajax                | ED                  | 33         | 8          | CO              | 5               | 1               | UCL+UEL            | 5+2                | 1+0                | SO          | 1           | 0           | 46     | 10     |
| lug.-set. 2023      | Ajax                | ED                  | 2          | 1          | CO              | 0               | 0               | UEL                | 2                  | 0                  | -           | -           | -           | 4      | 1      |
| set. 2023-2024      | Inter               | A                   | 13         | 0          | CI              | 1               | 0               | UCL                | 4                  | 0                  | SI          | 0           | 0           | 18     | 0      |
| 2024-2025           | Ajax                | ED                  | 31         | 8          | CO              | 1               | 0               | UEL                | 3                  | 0                  | -           | -           | -           | 35     | 8      |
| Totale Ajax         | Totale Ajax         | Totale Ajax         | 252        | 83         |                 | 24              | 3               |                    | 76                 | 16                 |             | 4           | 0           | 356    | 102    |
| Totale carriera     | Totale carriera     | Totale carriera     | 343        | 95         |                 | 36              | 7               |                    | 88                 | 16                 |             | 4           | 0           | 471    | 118    |

### Cronologia presenze e reti in nazionale
| Cronologia completa delle presenze e delle reti in nazionale ― Paesi Bassi | Cronologia completa delle presenze e delle reti in nazionale ― Paesi Bassi | Cronologia completa delle presenze e delle reti in nazionale ― Paesi Bassi | Cronologia completa delle presenze e delle reti in nazionale ― Paesi Bassi | Cronologia completa delle presenze e delle reti in nazionale ― Paesi Bassi | Cronologia completa delle presenze e delle reti in nazionale ― Paesi Bassi | Cronologia completa delle presenze e delle reti in nazionale ― Paesi Bassi | Cronologia completa delle presenze e delle reti in nazionale ― Paesi Bassi |
| Data                                                                       | Città                                                                      | In casa                                                                    | Risultato                                                                  | Ospiti                                                                     | Competizione                                                               | Reti                                                                       | Note                                                                       |
| -------------------------------------------------------------------------- | -------------------------------------------------------------------------- | -------------------------------------------------------------------------- | -------------------------------------------------------------------------- | -------------------------------------------------------------------------- | -------------------------------------------------------------------------- | -------------------------------------------------------------------------- | -------------------------------------------------------------------------- |
| 5-3-2014                                                                   | Parigi                                                                     | Francia                                                                    | 2 – 0                                                                      | Paesi Bassi                                                                | Amichevole                                                                 | -                                                                          | 72’                                                                        |
| 31-3-2015                                                                  | Amsterdam                                                                  | Paesi Bassi                                                                | 2 – 0                                                                      | Spagna                                                                     | Amichevole                                                                 | 1                                                                          |                                                                            |
| 3-9-2015                                                                   | Amsterdam                                                                  | Paesi Bassi                                                                | 0 – 1                                                                      | Islanda                                                                    | Qual. Euro 2016                                                            | -                                                                          |                                                                            |
| 6-9-2015                                                                   | Konya                                                                      | Turchia                                                                    | 3 – 0                                                                      | Paesi Bassi                                                                | Qual. Euro 2016                                                            | -                                                                          |                                                                            |
| 25-3-2016                                                                  | Amsterdam                                                                  | Paesi Bassi                                                                | 2 – 3                                                                      | Francia                                                                    | Amichevole                                                                 | -                                                                          | 75’                                                                        |
| 1-9-2016                                                                   | Eindhoven                                                                  | Paesi Bassi                                                                | 1 – 2                                                                      | Grecia                                                                     | Amichevole                                                                 | -                                                                          | 72’                                                                        |
| 6-9-2016                                                                   | Stoccolma                                                                  | Svezia                                                                     | 1 – 1                                                                      | Paesi Bassi                                                                | Qual. Mondiali 2018                                                        | -                                                                          |                                                                            |
| 7-10-2016                                                                  | Rotterdam                                                                  | Paesi Bassi                                                                | 4 – 1                                                                      | Bielorussia                                                                | Qual. Mondiali 2018                                                        | 1                                                                          | 84’                                                                        |
| 10-10-2016                                                                 | Amsterdam                                                                  | Paesi Bassi                                                                | 0 – 1                                                                      | Francia                                                                    | Qual. Mondiali 2018                                                        | -                                                                          |                                                                            |
| 9-11-2016                                                                  | Amsterdam                                                                  | Paesi Bassi                                                                | 1 – 1                                                                      | Belgio                                                                     | Amichevole                                                                 | 1                                                                          | 29’ 46’                                                                    |
| 13-11-2016                                                                 | Lussemburgo                                                                | Lussemburgo                                                                | 1 – 3                                                                      | Paesi Bassi                                                                | Qual. Mondiali 2018                                                        | -                                                                          |                                                                            |
| 25-3-2017                                                                  | Sofia                                                                      | Bulgaria                                                                   | 2 – 0                                                                      | Paesi Bassi                                                                | Qual. Mondiali 2018                                                        | -                                                                          |                                                                            |
| 28-3-2017                                                                  | Amsterdam                                                                  | Paesi Bassi                                                                | 1 – 2                                                                      | Italia                                                                     | Amichevole                                                                 | -                                                                          | 83’                                                                        |
| 4-6-2017                                                                   | Rotterdam                                                                  | Paesi Bassi                                                                | 5 – 0                                                                      | Costa d'Avorio                                                             | Amichevole                                                                 | 1                                                                          | 70’                                                                        |
| 7-10-2017                                                                  | Borisov                                                                    | Bielorussia                                                                | 1 – 3                                                                      | Paesi Bassi                                                                | Qual. Mondiali 2018                                                        | -                                                                          | 83’                                                                        |
| 10-11-2017                                                                 | Amsterdam                                                                  | Paesi Bassi                                                                | 2 – 0                                                                      | Svezia                                                                     | Qual. Mondiali 2018                                                        | -                                                                          | 71’                                                                        |
| 11-11-2020                                                                 | Amsterdam                                                                  | Paesi Bassi                                                                | 1 – 1                                                                      | Spagna                                                                     | Amichevole                                                                 | -                                                                          | 46’                                                                        |
| 15-11-2020                                                                 | Amsterdam                                                                  | Paesi Bassi                                                                | 3 – 1                                                                      | Bosnia ed Erzegovina                                                       | UEFA Nations League 2020-2021 - 1º turno                                   | -                                                                          | 68’                                                                        |
| 18-11-2020                                                                 | Chorzów                                                                    | Polonia                                                                    | 1 – 2                                                                      | Paesi Bassi                                                                | UEFA Nations League 2020-2021 - 1º turno                                   | -                                                                          | 70’                                                                        |
| 24-3-2021                                                                  | Istanbul                                                                   | Turchia                                                                    | 4 – 2                                                                      | Paesi Bassi                                                                | Qual. Mondiali 2022                                                        | 1                                                                          | 69’                                                                        |
| 27-3-2021                                                                  | Amsterdam                                                                  | Paesi Bassi                                                                | 2 – 0                                                                      | Lettonia                                                                   | Qual. Mondiali 2022                                                        | -                                                                          | 79’                                                                        |
| 30-3-2021                                                                  | Gibilterra                                                                 | Gibilterra                                                                 | 0 – 7                                                                      | Paesi Bassi                                                                | Qual. Mondiali 2022                                                        | -                                                                          | 38’ 77’                                                                    |
| 2-6-2021                                                                   | Faro                                                                       | Paesi Bassi                                                                | 2 – 2                                                                      | Scozia                                                                     | Amichevole                                                                 | -                                                                          | 31’                                                                        |
| 6-6-2021                                                                   | Enschede                                                                   | Paesi Bassi                                                                | 3 – 0                                                                      | Georgia                                                                    | Amichevole                                                                 | -                                                                          | 66’                                                                        |
| 1-9-2021                                                                   | Oslo                                                                       | Norvegia                                                                   | 1 – 1                                                                      | Paesi Bassi                                                                | Qual. Mondiali 2022                                                        | 1                                                                          |                                                                            |
| 4-9-2021                                                                   | Eindhoven                                                                  | Paesi Bassi                                                                | 4 – 0                                                                      | Montenegro                                                                 | Qual. Mondiali 2022                                                        | -                                                                          |                                                                            |
| 7-9-2021                                                                   | Amsterdam                                                                  | Paesi Bassi                                                                | 6 – 1                                                                      | Turchia                                                                    | Qual. Mondiali 2022                                                        | 1                                                                          | 71’                                                                        |
| 8-10-2021                                                                  | Riga                                                                       | Lettonia                                                                   | 0 – 1                                                                      | Paesi Bassi                                                                | Qual. Mondiali 2022                                                        | 1                                                                          |                                                                            |
| 11-10-2021                                                                 | Rotterdam                                                                  | Paesi Bassi                                                                | 6 – 0                                                                      | Gibilterra                                                                 | Qual. Mondiali 2022                                                        | -                                                                          |                                                                            |
| 13-11-2021                                                                 | Podgorica                                                                  | Montenegro                                                                 | 2 – 2                                                                      | Paesi Bassi                                                                | Qual. Mondiali 2022                                                        | -                                                                          |                                                                            |
| 16-11-2021                                                                 | Rotterdam                                                                  | Paesi Bassi                                                                | 2 – 0                                                                      | Norvegia                                                                   | Qual. Mondiali 2022                                                        | -                                                                          | 83’                                                                        |
| 29-3-2022                                                                  | Amsterdam                                                                  | Paesi Bassi                                                                | 1 – 1                                                                      | Germania                                                                   | Amichevole                                                                 | -                                                                          | 58’                                                                        |
| 3-6-2022                                                                   | Bruxelles                                                                  | Belgio                                                                     | 1 – 4                                                                      | Paesi Bassi                                                                | UEFA Nations League 2022-2023 - 1º turno                                   | -                                                                          |                                                                            |
| 11-6-2022                                                                  | Rotterdam                                                                  | Paesi Bassi                                                                | 2 – 2                                                                      | Polonia                                                                    | UEFA Nations League 2022-2023 - 1º turno                                   | 1                                                                          | 65’                                                                        |
| 25-9-2022                                                                  | Amsterdam                                                                  | Paesi Bassi                                                                | 1 – 0                                                                      | Belgio                                                                     | UEFA Nations League 2022-2023 - 1º turno                                   | -                                                                          | 90+2’                                                                      |
| 21-11-2022                                                                 | Doha                                                                       | Senegal                                                                    | 0 – 2                                                                      | Paesi Bassi                                                                | Mondiali 2022 - 1º turno                                                   | 1                                                                          | 79’                                                                        |
| 25-11-2022                                                                 | Al Rayyan                                                                  | Paesi Bassi                                                                | 1 – 1                                                                      | Ecuador                                                                    | Mondiali 2022 - 1º turno                                                   | -                                                                          | 69’                                                                        |
| 29-11-2022                                                                 | Al Khawr                                                                   | Paesi Bassi                                                                | 2 – 0                                                                      | Qatar                                                                      | Mondiali 2022 - 1º turno                                                   | -                                                                          | 66’                                                                        |
| 3-12-2022                                                                  | Al Rayyan                                                                  | Paesi Bassi                                                                | 3 – 1                                                                      | Stati Uniti                                                                | Mondiali 2022 - Ottavi di finale                                           | -                                                                          | 46’                                                                        |
| 24-3-2023                                                                  | Saint-Denis                                                                | Francia                                                                    | 4 – 0                                                                      | Paesi Bassi                                                                | Qual. Euro 2024                                                            | -                                                                          | 68’                                                                        |
| 27-3-2023                                                                  | Rotterdam                                                                  | Paesi Bassi                                                                | 3 – 0                                                                      | Gibilterra                                                                 | Qual. Euro 2024                                                            | -                                                                          | 64’                                                                        |
| Totale                                                                     |                                                                            | Presenze                                                                   | 41                                                                         |                                                                            | Reti                                                                       | 10                                                                         |                                                                            |

## Palmarès

### Club
- Campionato olandese: 5

Ajax: 2011-2012, 2012-2013, 2013-2014, 2020-2021, 2021-2022
- Supercoppa dei Paesi Bassi: 1

Ajax: 2013
- Coppa dei Paesi Bassi: 1

Ajax: 2020-2021
- Supercoppa italiana: 1

Inter: 2023
- Campionato italiano: 1

Inter: 2023-2024

### Individuale
- Miglior talento dell'anno in Eredivisie: 1

2013-2014
- Calciatore olandese dell'anno: 1

2016